# Vertical Flight Society
Die Vertical Flight Society (Gesellschaft vertikaler Flug) ist eine gemeinnützige technische Gesellschaft zur Förderung des vertikalen Fluges. 

## Geschichte
Die VFS wurde am 25. Juni 1943 als American Helicopter Society (AHS) Inc. gegründet. Sie hat 21 technische Ausschüsse und zwei Dutzend aktive Kapitel weltweit. Es gibt über 100 Corporate Members und 28 Educational Members. Jedes Jahr organisiert oder sponsert die Gesellschaft mehrere regionale und internationale Konferenzen, die die Weiterentwicklung der Theorie und Praxis der Hubschrauber- und anderen VTOL-Flugzeugtechnologie erleichtern, und veröffentlicht ihre Arbeiten. Das AHS Forum ist mit über 1200 Teilnehmern die größte Konferenz der Welt für vertikalen Flug.
Im April 2018 wurde die Gesellschaft in VFS, Vertical Flight Society umbenannt, um ihre Mission besser widerzuspiegeln. Die Vision der Vertical Flight Society ist, zitiert entsprechend ihrer Website: „Eine internationale Organisation, die sich für globale vertikale Flugtechnologie und berufliche Entwicklung einsetzt, diese fördert und unterstützt.“ Obwohl die Gesellschaft mit dem Wort Amerikanisch im Namen gegründet wurde, ist die Mitgliedschaft international. Der Fokus liegt auf allen vertikal fliegenden Fluggeräten, einschließlich Nicht-Hubschrauber-Rotorflugzeugen (wie dem Vahana), Senkrechtstartern (wie AV-8 Harrier), elektrischen VTOLs wie Volocopter oder CityAirbus und anderen nicht-konventionellen Konfigurationen. 

## Auszeichnungen, Stipendien, Publikationen
Die Gesellschaft setzt sich im Namen der Rotorcraft-Technologie in der Öffentlichkeit und bei staatlichen Stellen ein. Sie gewährt außerdem mehr als 100.000 US-Dollar an jährlichen Stipendien und sponsert einen jährlichen Student Design Wettbewerb für Studenten- und Graduiertenteams. Darüber hinaus vergibt VFS jährlich zwei Dutzend Auszeichnungen an Unternehmen, Einzelpersonen und Piloten für technische Leistungen, Lieferanten-Exzellenz, inspirierende Rettungen und die Förderung der Ziele der Gesellschaft.
Die Gesellschaft veröffentlicht Vertiflite, ein Magazin über vertikale Flugtechnologie für ein allgemeines Publikum. Darüber hinaus gibt sie eine der wenigen technischen Publikationen heraus, die ausschließlich dem vertikalen Flug gewidmet sind: The Journal of the American Helicopter Society (JAHS) (Erscheinungsweise vierteljährlich).

## Veranstaltung
Seit 2021 gibt es eine Zusammenarbeit zwischen EUROPEAN ROTORS und der Vertical Flight Society für eine jährliche VTOL Messe und Konferenz.